# Joseph Sturge Memorial
Il Joseph Sturge Memorial è un memoriale dedicato all'inglese quacchero, abolizionista e attivista Joseph Sturge (1793-1859). Fu inaugurato davanti a una folla di 12.000 persone il 4 giugno 1862 a Five Ways, Birmingham, in Inghilterra, vicino alla sua ex casa. La statua è stata classificata di grado II dal l'8 giugno 1982.

## Storia
Situato al confine tra Birmingham ed Edgbaston, fu scolpito da John Thomas, che Sir Charles Barry aveva impiegato come intagliatore di pietra e legno nell'ex King Edward's Grammar School a Five Ways. Morì prima di completare il memoriale, che costò £1000. Intorno al 1975, la figura della mano sinistra di Sturge cadde.
Sturge è in posa come se stesse insegnando, con la mano destra appoggiata su una Bibbia per indicare la sua forte fede cristiana. Indossa un cappotto senza risvolto nello stile preferito dai quaccheri contemporanei.
Più in basso, sul plinto, è affiancato da due figure allegoriche femminili: quella che rappresenta la Pace tiene in mano una colomba e un ramoscello d'ulivo, con ai piedi un agnello, simbolo dell'innocenza, e l'altra, la Carità, offre conforto e soccorso a due bambini afro-caraibici, rievocando la lotta e la vittoria sulla schiavitù.
Intorno alla corona del piedistallo sono incise le parole "Carità, Temperanza e Pace": la parola "Temperanza" si trova su un catino bordato, che un tempo distribuiva acqua potabile, così come il nome di Sturge e la sua data di morte. Le figure e il piedistallo (ancora originali) sono in Pietra di Portland.

## Spostamento e aggiunte
Nel 1925 il monumento fu spostato a breve distanza, nella posizione attuale e sul monumento fu affissa una targa in bronzo per raccontare ai passanti di più sul soggetto raffigurato. La dicitura (in maiuscolo; punteggiatura aggiunta per facilità di lettura):
Nel 2006-2007 la Birmingham Civic Society, il Consiglio comunale di Birmingham e la famiglia Sturge hanno restaurato la statua per il 200º anniversario della legge sullo Slave Trade Act del 1807. Ciò comprendeva la fornitura di una sostituzione per la mano mancante.
Il 24 marzo 2007 la città ha tenuto una cerimonia civica per ridedicare formalmente la statua. Il sindaco di Birmingham, il consigliere Mike Sharpe, presentò un nuovo pannello di interpretazione che fornisce dettagli sulla vita di Sturge. Il lavoro è ora a cura del Consiglio comunale di Birmingham.

## Galleria fotografica

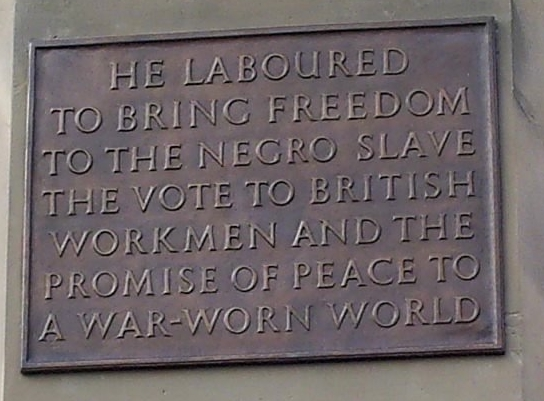
L'iscrizione sulla targa
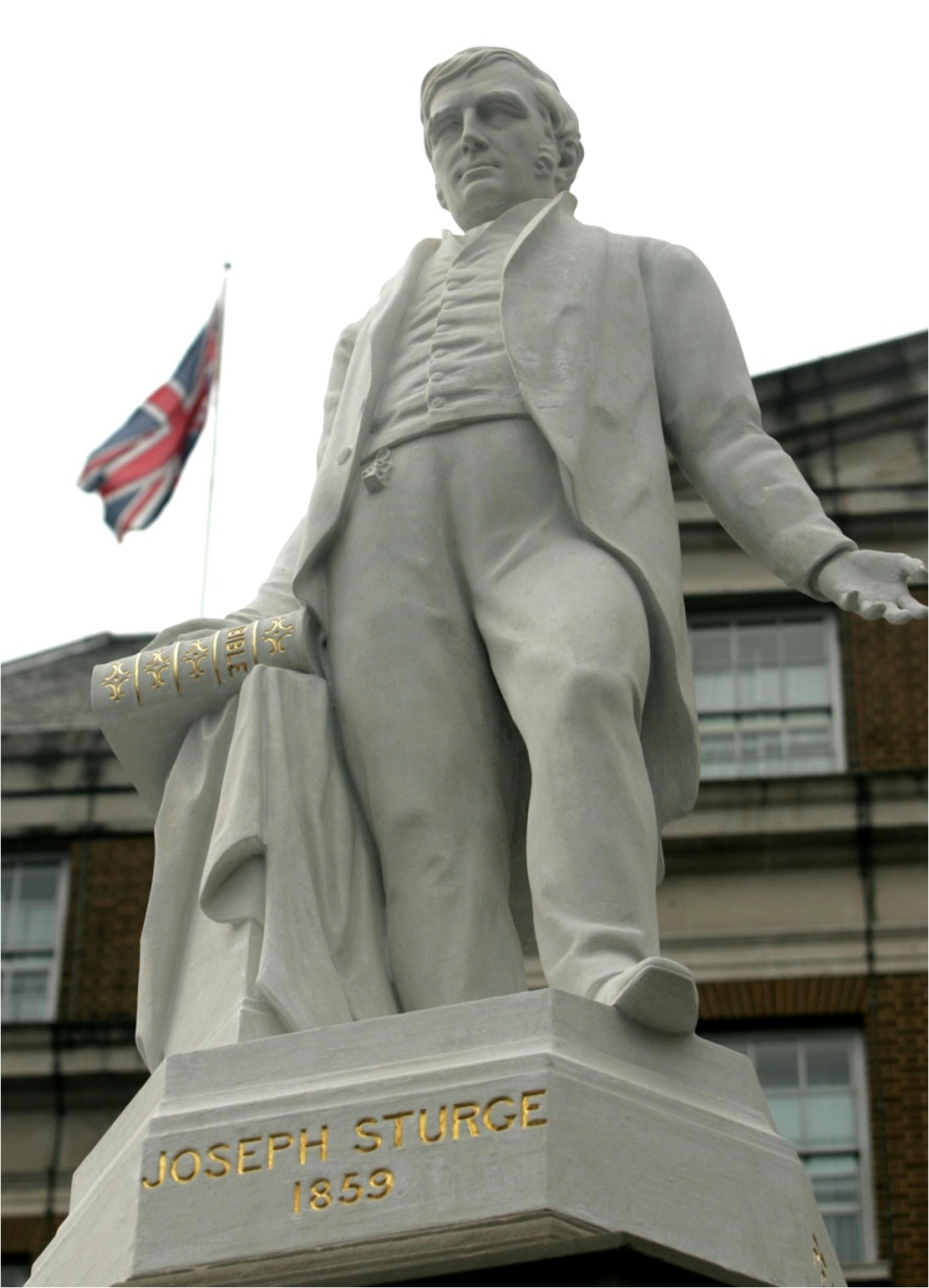
La statua di Joseph Sturge restaurata il 24 marzo 2007
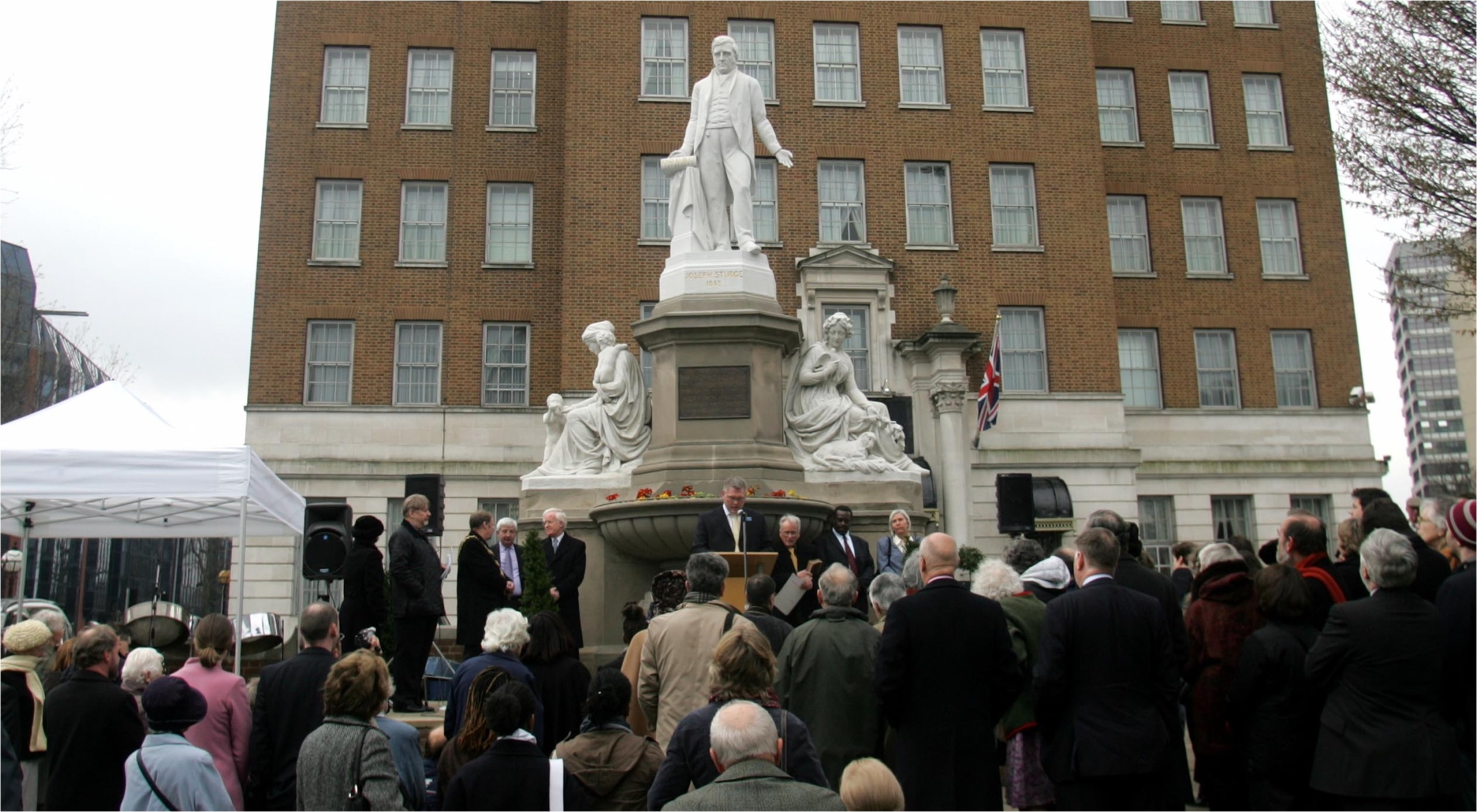
Stephen Hartland della Birmingham Civic Society parlò durante la nuova dedica nel 2007
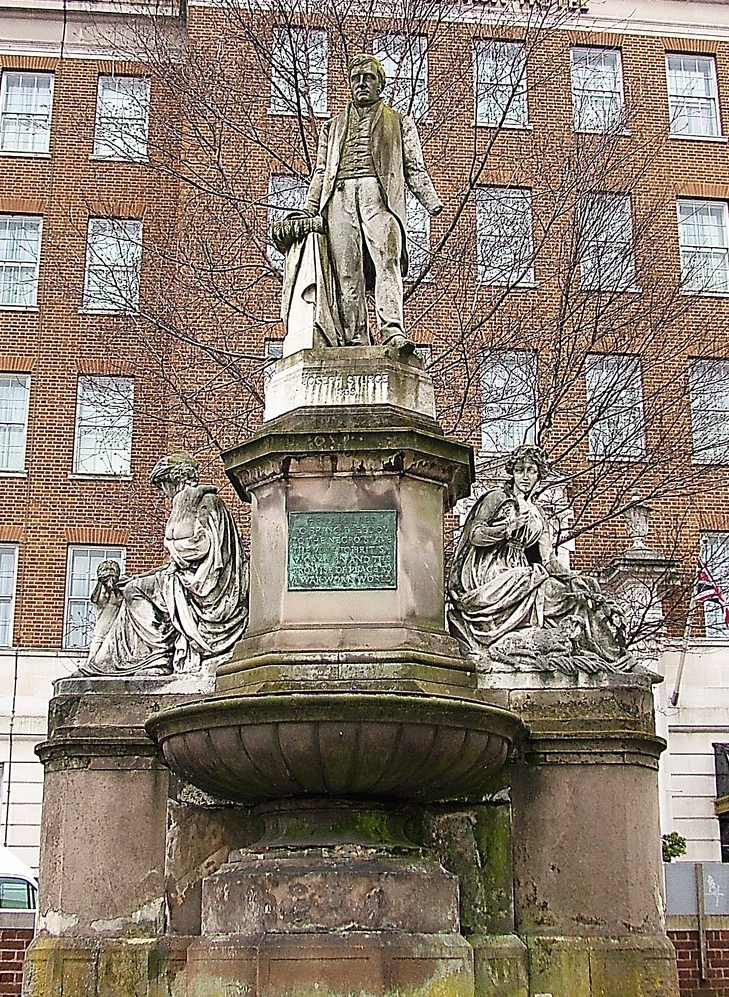
Lo Sturge Memorial prima del restauro